# Palanzano
Palanzano (pronuncia: /palanˈʣano/, Palansàn in dialetto parmigiano) è un comune italiano di 991 abitanti della provincia di Parma, situato nell'Appennino parmense; il capoluogo è situato alle pendici del Monte Faggeto (detto anche Fageto o Fajà in dialetto palanzanese), in fronte al maestoso complesso del Monte Caio, tra la val d'Enza e la val Cedra.
Il Comune di Palanzano fa parte dell'Unione Montana Appennino Parma Est insieme ai comuni di Monchio delle Corti, Tizzano Val Parma, Corniglio, Neviano degli Arduini, Langhirano e Lesignano de' Bagni.

## Geografia fisica
Il centro abitato si trova ad un'altitudine di 691 m sul livello del mare (misurato in corrispondenza del Municipio). La quota massima raggiunta nel territorio è pari a 1584 m s.l.m., mentre la quota minima è di 351 m s.l.m. L'intero territorio del comune di Palanzano ha una superficie di 69,80 km2.

### Territorio
Il Comune di Palanzano si trova nell’alto Appennino parmense, nella parte sud-orientale della provincia di Parma, tra le valli dell’Enza e del Cedra e comprende anche una parte della val Bardea sul versante sud-est del Monte Fuso. I suoi rilievi montani di maggior importanza sono sicuramente il Monte Caio, la cui vetta è ubicata proprio nel comune di Palanzano, e il Monte Faggeto. Un territorio quindi di montagna tra boschi di castagni e faggi, ma anche ricco di prati, foraggere e pascoli dal sapore antico e secolare e proprio questo ambiente incontaminato unito insieme all’attività umana ha fatto sì che questa porzione dell'Appennino tosco-emiliano sia stata riconosciuta dall’UNESCO come Riserva MAB, Patrimonio dell’umanità, grazie alla sua biodiversità. 
Palanzano dista 54km da Parma e può essere raggiunto percorrendo la strada statale 665 (Massese), che attraversa tutto il territorio comunale; passando invece per il versante reggiano della val d'enza dista circa 66 km da Reggio-Emilia; scendendo dal versante toscano, sempre percorrendo la Massese e attraverso il passo del Lagastrello, dista 48 km da Aulla (MS). 
Il Comune di Palanzano risulta inserito nell'Unione Montana Appennino Parma Est e gravita soprattutto sulla vicina Langhirano (distante 31 km) e sulla stessa Parma per il commercio, i servizi e le strutture non presenti sul suo territorio. 

### Valle dei Cavalieri
Il territorio delle Valli dei Cavalieri è costituito dal sistema orografico appenninico dei torrenti Enza e Cedra. Di antica origine, probabilmente matildica, questo territorio era affidato al governo delle più nobili famiglie del luogo che, in cambio di sorveglianza dei confini e di fornitura al comune di Parma di milizie a cavallo, godevano, sulle Valli, di sovranità praticamente illimitata. Il Comune di Palanzano è sede sin dal Medioevo del Commissariato delle Valli dei Cavalieri.

## Origini del nome
Il nome si trova citato già nel 1039, e nei secoli seguenti fu la sede del commissario delle Valli dei Cavalieri, un territorio che comprendeva le alte valli dell'Enza e del Cedra, il cui governo era affidato dal Comune di Parma a nobili signori del luogo. 
Non si conosce l'esatta origine del nome Palanzano, secondo alcune fonti questo toponimo appare come prediale indicando in latino un "fondo di Pallante", ma potrebbe anche essere riconducibile alla parola palatium (palazzo, edificio). Nessuna delle due ipotesi è accertata.

## Storia
La storia dell’insediamento umano sul territorio è molto antica, anche se poco studiata. Dalle ricerche archeologiche emergono siti preistorici dell’Età del bronzo riconducibili alla presenza dei Liguri, un'antica popolazione che, in epoca preromana, occupavano l'attuale Liguria (il cui nome deriva proprio da questa antica popolazione), il Piemonte a sud del Po e parte della costa e degli Appennini nord-occidentali della Toscana.
Fu proprio in questo contesto geografico che tra il III e il II secolo a.C. ebbe inizio una lunga guerra tra Liguri e Romani per la conquista di questa importante area strategica che oltre al controllo delle coste tirreniche verso la Francia e la Penisola iberica, comprendeva anche le importantissime vie di comunicazione tra il mare e la pianura che passavano appunto tra gli Appennini, strade che percorrevano la val Cedra e la val d’Enza passando per il passo del Lagastrello (Malpasso) ovvero sulla “strada dei Linari”. La guerra si concluse solo nel 155 a.C. con l’annientamento, da parte dell’esercito romano, delle ultime tribù di Liguri che si erano trincerate sugli appennini.
Dopo la fine della guerra in queste valli si stabilirono coloni romani che fondarono diverse fattorie rurali, come indicato dai ritrovamenti archeologici di monete e ceramiche. Questa porzione di Appennino divenne molto importante per l’Impero Romano che per sue mire espansionistiche teneva in grande considerazione il controllo e la sorveglianza sulle vie di comunicazione che attraversavano gli appennini; famosi i collegamenti, come ad esempio la “strada delle cento miglia”, tra Parma (principale accesso alla via Emilia e alla Pianura Padana) e la città di Lucca o il porto di Luni.
Alla fine dell’Impero Romano giunsero prima i Goti poi i Longobardi: presenza che ha lasciato un’impronta importante e duratura su queste terre, che fino all’arrivo di Napoleone furono dominate dalle diatribe tra le famiglie cavalleresche, di stirpe longobarda, e i poteri cittadini.
Nel Medioevo, epoca per cui abbiamo più fonti a disposizione, nell’alta valle dell'Enza e in val Cedra coesistevano due realtà, da una parte i feudi chiamati Valli dei Cavalieri, dall’altra una serie di possessioni vescovili chiamate corti; prima dell’anno mille la zona era compresa nell'unità giurisdizionale che è menzionato nei documenti come districtum alpium formato dall'unione delle corti di Rigoso, Nirone e Vallisnera.
Il territorio dell’odierno Comune di Palanzano infatti faceva parte fin dai secoli medievali delle Valli dei Cavalieri, un’area che comprendeva i confini comunali dei distretti di Palanzano, Ramiseto e in parte Collagna e Ligonchioe dove alcune famiglie di feudatari locali a partire dal X secolo diventarono molto influenti e prestigiose, ottenendo il controllo di molti piccoli feudi, che costituirono la base di potenze economiche e militari tra cui spicca quella di Atto di Canossa e dei suoi discendenti, che con Matilde arriveranno all’apice della loro potenza; tra queste famiglie di probabile origine longobarda spicca su tutte quella dei nobili Vallisneri. Proprio nei secoli centrali dell'età di mezzo, dall'XI al XV, si formarono le terrae militum, nelle quali il casato Vallisneri ricopriva un ruolo centrale.
Fino al XIX secolo il Comune di Palanzano era più esteso di quello attuale e comprendeva la val Cedra ed entrambi i versanti dell’alta val d’Enza avendo giurisdizione quindi anche sulle località di: Montedello, Camporella, Castagneto, Pieve San Vincenzo (sede della Pieve da cui dipendevano le altre chiese della zona) Miscoso e Succiso, nonché su Cozzanello (oggi in Comune di Monchio delle Corti). Nel 1844 i Ducati di Parma e di Modena stipularono un trattato (entrata in vigore nel 1848) che stabiliva il corso dell’Enza come confine tra i due stati e per tanto il versante orientale della valle andò a far parte del Comune di Ramiseto (oggi Comune di Ventasso) aggregato al Ducato Estense di Modena e Reggio. Solo il 14 febbraio 1855 papa Pio IX stabilì, con apposita bolla, che anche le parrocchie omonime fossero distaccate dalla diocesi di Parma per passare a quella di Reggio-Emilia. 
Nei paesi, sulle pietre delle case fortificate che portano ancora gli stemmi di famiglia o nelle antiche chiese e nelle strade sterrate punteggiate dai pilastrini con le maestà di marmo bianco, si trovano ancora le tracce di questa storia, fatta di castelli, signori, cavalli e lotte per il potere.

### Onorificenze
Il Comune di Palanzano è tra le città decorate al valor militare per la guerra di liberazione, insignito della medaglia di bronzo al valor militare per i sacrifici delle sue popolazioni e per l'attività nella lotta partigiana durante la seconda guerra mondiale:
"Comune di zona montana fu particolarmente sottoposto per venti mesi a rappresaglie, distruzioni e deportazioni in massa ad opera delle forze tedesche. La sua popolazione, sopportando sacrifici, privazioni e stenti seppe contribuire validamente con unanime generoso slancio alla guerra di liberazione con l'apporto di molti suoi cittadini nelle formazioni partigiane, materialmente e moralmente assistite. Con spartano senso del dovere, accettava il sacrificio di sangue dei propri figli, caduti per gli ideali di giustizia e di libertà"

Palanzano 8 settembre 1943 - 25 aprile 1945 (tratto dal documento di conferimento dell'onorificenza emanato dal Ministero per la Difesa della Repubblica Italiana il 17 marzo 1995)

## Monumenti e luoghi d'interesse

### Architetture religiose

#### Chiesa di San Martino Vescovo

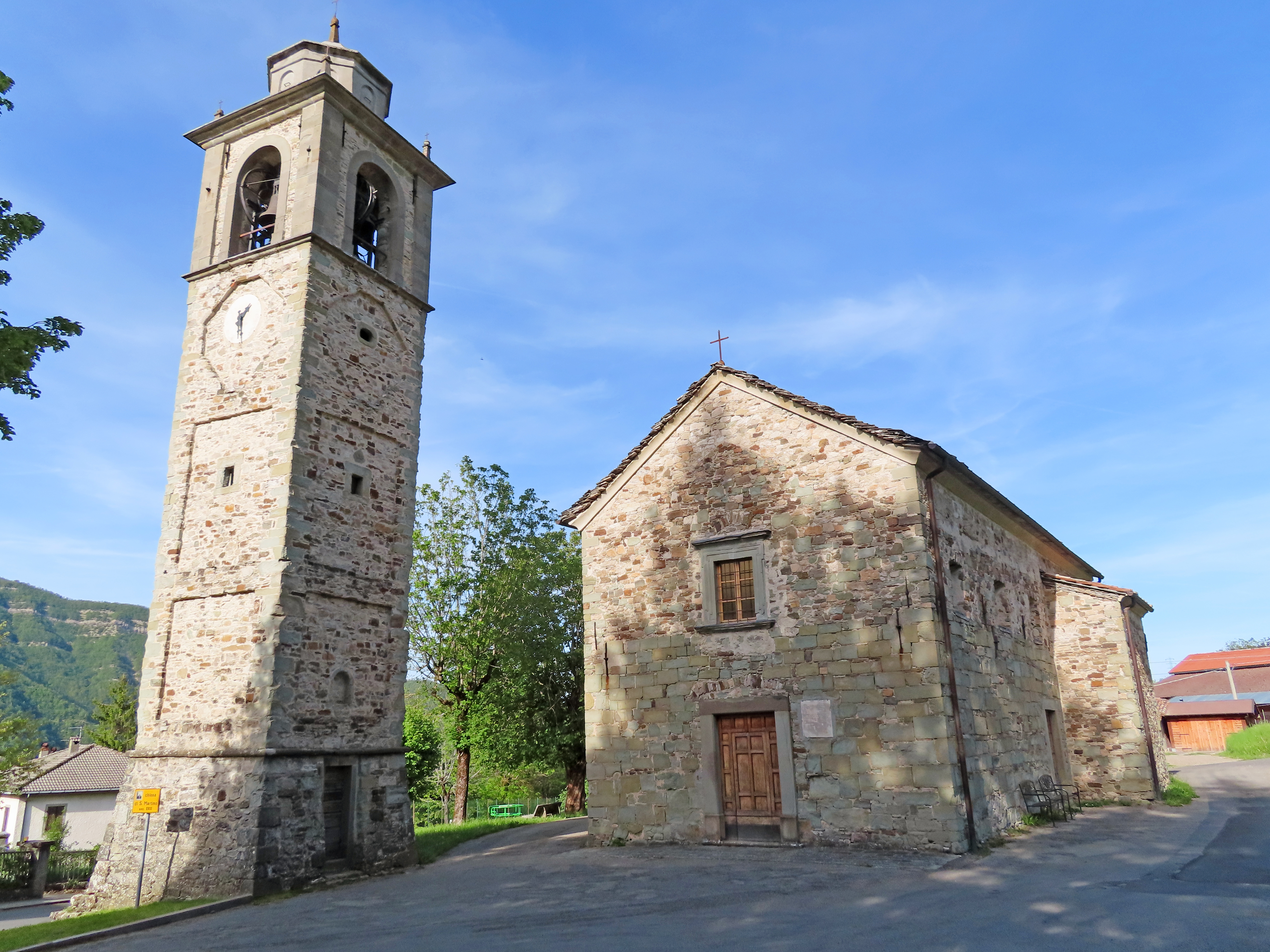
Chiesa di San Martino Vescovo

Costruita intorno alla metà del XVII secolo in sostituzione dell'antica cappella ormai fatiscente, la chiesa fu sopraelevata e ampliata nel 1758 e nel 1880; modificata nelle coperture tra il 1928 e il 1940, fu internamente ristrutturata tra il 2014 e il 2016. L'edificio si presenta con forme molto semplici: la facciata in pietra è caratterizzata dal portale d'ingresso e da una finestra, mentre l'interno, intonacato e abbellito da paraste, è coperto da volte a crociera e a padiglione alternate.

#### Chiesa di Santa Maria Assunta a Zibana

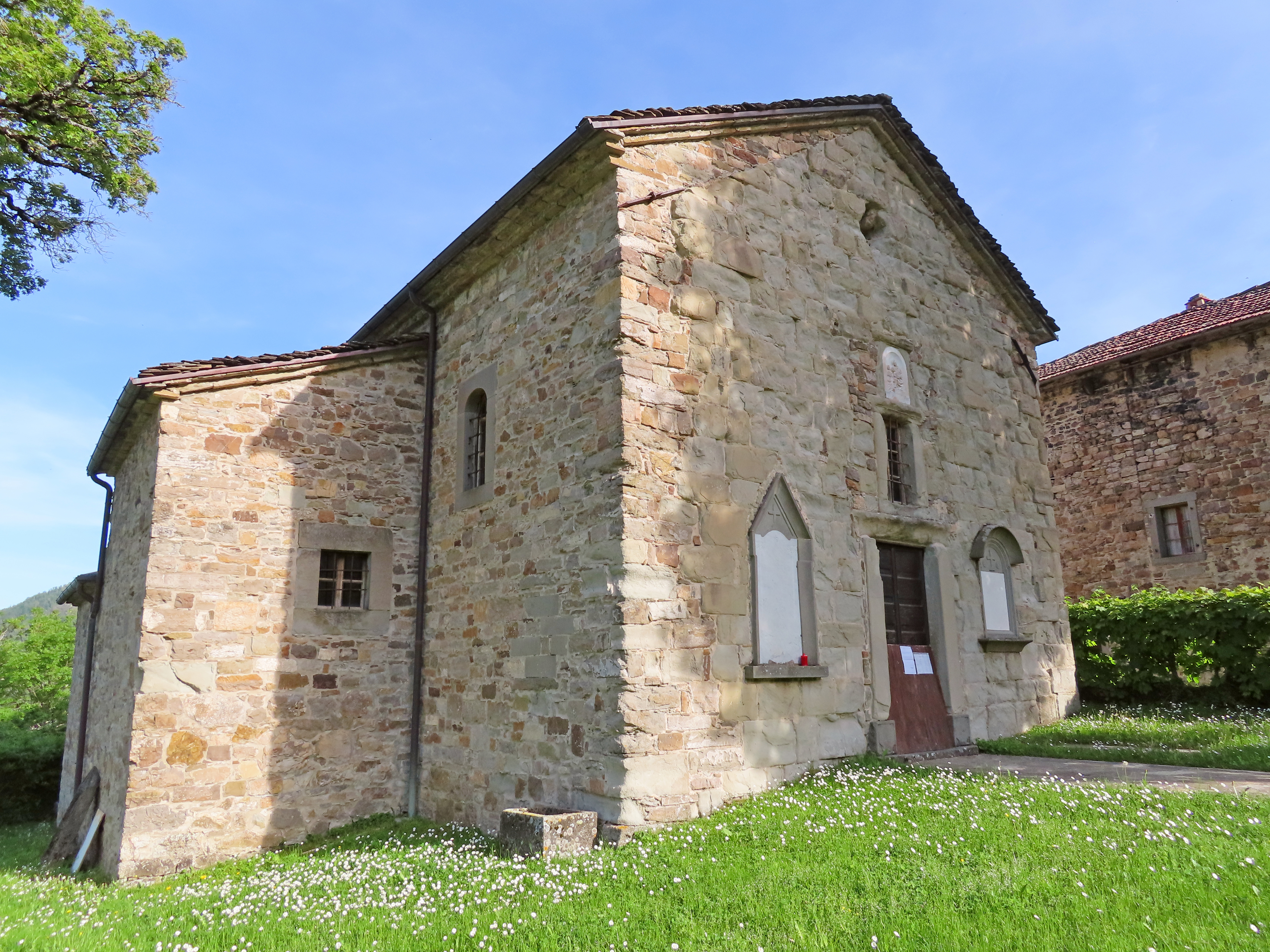
Chiesa di Santa Maria Assunta a Zibana

Edificata in forme romaniche tra il IX e il X secolo, la chiesa di Zibana fu parzialmente modificata tra il XVI e il XVII secolo mantenendo inalterato lo stile originario. Di pregio risulta in particolare la zona absidale in conci regolari di pietra grigia, decorata con lesene, archetti pensili e cornicione scanalato.

#### Chiesa di Santo Stefano a Ranzano

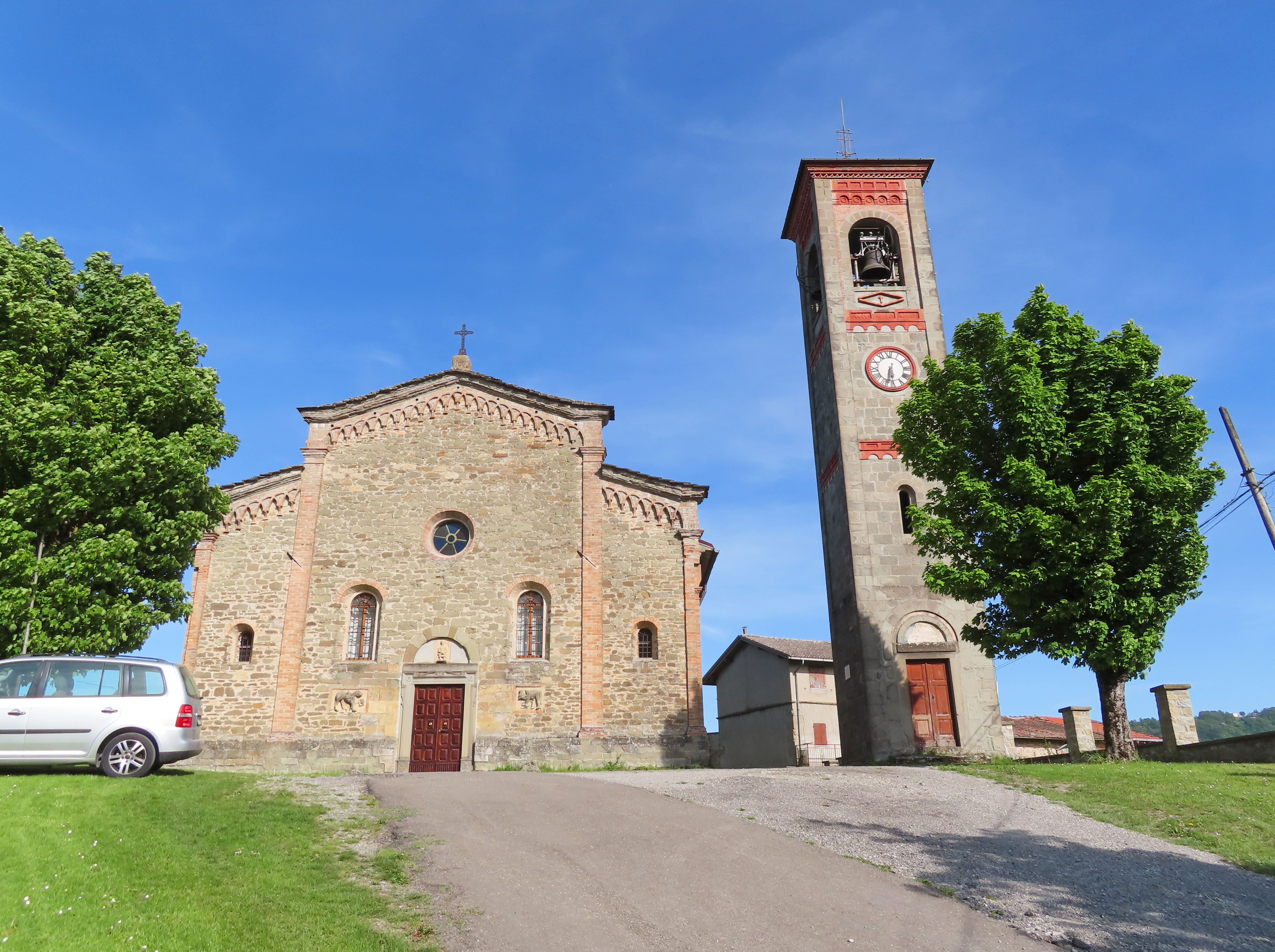
Chiesa di Santo Stefano a Ranzano

Costruita originariamente in forme romaniche nel 1070, la chiesa fu profondamente modificata tra il 1662 e il 1669; profondamente ristrutturata in stile neoromanico tra il 1908 e il 1921, nel 1936 fu dotata di un nuovo campanile; danneggiata dal terremoto del 2012, fu in seguito messa in sicurezza. L'edificio, sviluppato su una pianta a navata unica affiancata da due cappelle per lato, presenta una facciata a salienti in pietra, affiancata da un'alta torre campanaria; il luogo di culto conserva alcuni elementi romanici di pregio, in parte provenienti dalla distrutta chiesa di Santa Maria Maddalena di Roncarola, tra cui tre bassorilievi murati nel prospetto principale, le mensoline di sostegno degli archetti intrecciati della zona absidale e due capitelli dell'XI e XII secolo nel presbiterio.

#### Chiesa di San Martino a Ruzzano

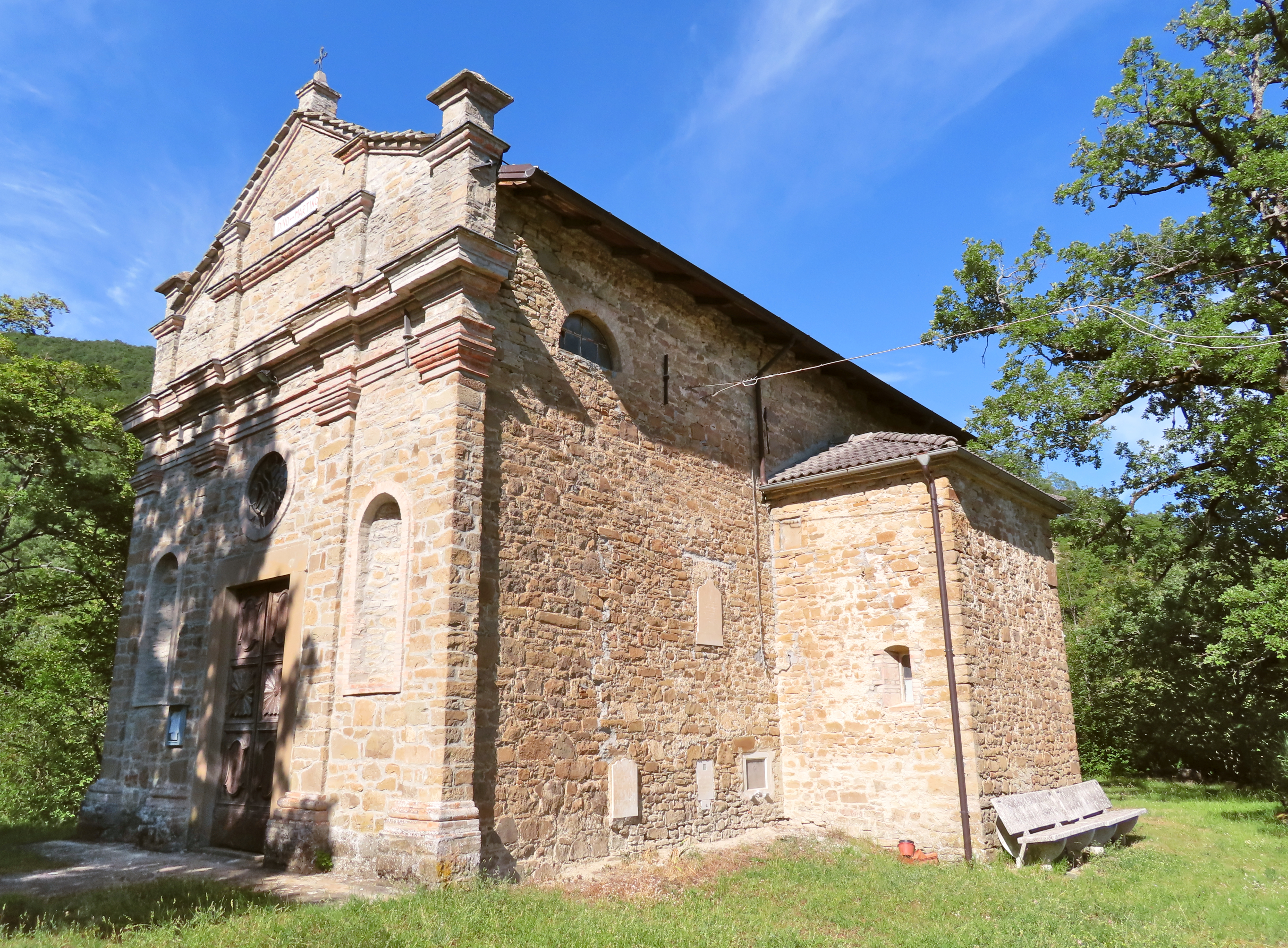
Chiesa di San Martino a Ruzzano

Menzionata per la prima volta nel 1230, la cappella originaria di Ruzzano fu ricostruita nel 1514 ed elevata a sede parrocchiale autonoma nel 1564; arricchita di una nuova facciata neoclassica tra il 1780 e il 1800, fu restaurata tra il 1900 e il 1920 e nuovamente intorno alla metà del XX secolo. L'edificio, sviluppato su una pianta a navata unica affiancata da una cappella per lato, presenta una facciata a capanna in pietra, suddivisa orizzontalmente da una trabeazione e tripartita verticalmente da un doppio ordine di lesene doriche; all'interno la navata intonacata, coperta da una volta a botte lunettata, è scandita lateralmente da lesene, mentre il presbiterio è rivestito in pietra sulle pareti.

### Architetture militari

#### Torri dei Castiglioni
Edificato originariamente in età tardo-medievale, il castello di Castione fu a lungo conteso tra i rami parmense e reggiano dei Vallisneri, ai quali nel XVI secolo subentrarono i Castiglioni, che lo dotarono di tre torri; inutilizzato già nel XVII secolo, cadde in rovina; intorno al 1890 Domenico Castiglioni avviò i lavori di completa ricostruzione delle tre torri cinquecentesche, in seguito abbandonate e parzialmente crollate.

## Società

### Evoluzione demografica
Abitanti censiti

## Infrastrutture e trasporti
Palanzano dista 54 km da Parma e può essere raggiunto percorrendo la strada statale 665 (Massese), che attraversa tutto il territorio comunale; per il collegamento con le grandi arterie autostradali Palanzano dista 63 km dal casello di Parma sull'Autostrada del Sole A1 e 55 km dal casello di Fornovo Taro sulla A15; scendendo invece dal versante toscano, attraverso il passo del Lagastrello, dista 48 km dal casello autostradale di Aulla, che immette sempre sull’autostrada Parma-La Spezia A15.
Per i collegamenti ferroviari il riferimento principale è la stazione di Parma (distante 57 km) verso tutte le direzioni, mentre per l'alta velocità (AV) la stazione più vicina è quella di Reggio Emilia AV Mediopadana (80 km); scendendo invece dal versante toscano la stazione ferroviaria più vicina risulta essere quella Aulla-Lunigiana (50 km) lungo le linee Parma-La Spezia e Aulla-Lucca.
Per i voli nazionali e internazionali l'aeroporto più vicino è sicuramente l'Aeroporto di Parma oppure l'Aeroporto di Bologna (BO) distante 124 km o ancora quello di Milano-Linate (MI) distante 180 km; per le linee intercontinentali dirette si utilizza il terminale di Milano-Malpensa, che si trova a 225 km.
Per il trasporto marittimo invece il porto mercantile e turistico più vicino è quello ubicato a La Spezia (SP) distante circa 72 km.

### Strade principali del comune
All'interno del territorio comunale la strada principale è sicuramente la strada statale 665 Massese che attraversa tutto il territorio comunale dal confine con il comune di Tizzano Val Parma fino al confine con il comune di Monchio Delle Corti nella Val Cedra; tra le altre strade principali troviamo la strada provinciale SP68 da Selvanizza a Valcieca e la strada provinciale SP80 che porta da Antria a Ruzzano lungo la via che porta a Scurano nel comune di Neviano Degli Arduini.
Un'altra strada molto importante è la strada provinciale SP103 (Reggio Emilia) che si imbocca appena attraversato il torrente Enza in località Selvanizza e che consente di raggiungere il versante reggiano della Val d'Enza e le sue località principali della zona come Ramiseto, Vetto e Castelnovo ne' Monti.

### Strade storiche e antiche

#### Strada delle Cento Miglia
Scendendo dalle pendici del Monte Caio l'antica via romana entrava nella valle del torrente Cedra nei pressi dell'abitato di Zibana, per risalire nuovamente verso il Passo del Lagastrello, anticamente conosciuto come Malpasso, toponimo ancora presente nella montagna che sovrasta il passo. La Strada delle cento miglia era così definita nell'Itinerarium Antonini, col nome di Parme-Laca un'errata trascrizione di Parma-Lucca, in quanto era possibile collegare le città di Parma e Lucca con un percorso di cento miglia esatte.

## Amministrazione
Di seguito sono presentate due tabelle relative alle amministrazioni che si sono succedute a Palanzano dal 1900 ad oggi.

### Amministrazioni Comunali prima del 1985
| Periodo    | Periodo    | Primo cittadino       | Partito | Carica                  | Note |
| ---------- | ---------- | --------------------- | ------- | ----------------------- | ---- |
| 1900       | 1906       | Filippo Basetti       |         | Sindaco                 |      |
| 1907       | 1908       | Paolo Basetti         |         | Sindaco                 |      |
| 1909       | 1910       | Giambattista Moretti  |         | Sindaco                 |      |
| 1911       | 1911       | Antonio Castiglioni   |         | Sindaco                 |      |
| 1912       | 1914       | Paolo Basetti         |         | Sindaco                 |      |
| 1915       | 1919       | Antonio Castiglioni   |         | Sindaco                 |      |
| 1920       | 1920       | Ermenegildo Reverberi |         | Regio Commissario       |      |
| 1921       | 1922       | Luigi Berini          |         | Sindaco                 |      |
| 1923       | 1923       | Adolfo Dassise        |         | Commissario Prefettizio |      |
| 1924       | 1924       | Aldo Pellegri         |         | Commissario Prefettizio |      |
| 1925       | 1925       | Giuseppe Maggiali     |         | Sindaco                 |      |
| 1926       | 1930       | Paolo Bresciani       |         | Podestà                 |      |
| 01/01/1931 | 31/5/1931  | Paolo Bresciani       |         | Podestà                 |      |
| 01/06/1931 | 31/12/1931 | Antonio Grillo        |         | Commissario Prefettizio |      |
| 1932       | 1933       | Luigi Quaretti        |         | Podestà                 |      |
| 1934       | 1938       | Pier Paolo Moretti    |         | Podestà                 |      |
| 1939       | 1943       | Luigi Castiglioni     |         | Podestà                 |      |
| 1944       | 1945       | Luigi Maggiali        |         | Commissario Prefettizio |      |
| 1946       | 1946       | Francesco Perfetti    |         | Sindaco                 |      |
| 1947       | 1950       | Luigi Maggiali        |         | Sindaco                 |      |
| 1951       | 1955       | Pietro Basetti        |         | Sindaco                 |      |
| 1956       | 1960       | Luigi Maggiali        |         | Sindaco                 |      |
| 1960       | 1964       | Franco Capitani       |         | Sindaco                 |      |
| 1964       | 1969       | Ernesto Malmassari    |         | Sindaco                 |      |
| 1970       | 1975       | Ernesto Malmassari    |         | Sindaco                 |      |
| 1976       | 1981       | Ernesto Malmassari    |         | Sindaco                 |      |
| 1982       | 1984       | Giampietro Dazzi      |         | Sindaco                 |      |

NOTA: in Italia durante il ventennio fascista, l'organo monocratico a capo del governo di un comune veniva chiamato Podestà invece che Sindaco.

### Amministrazioni Comunali dopo il 1985
| Periodo           | Periodo           | Primo cittadino   | Partito                                                                          | Carica               | Note   |
| ----------------- | ----------------- | ----------------- | -------------------------------------------------------------------------------- | -------------------- | ------ |
| 25 giugno 1985    | 4 giugno 1990     | Daniele Galvani   | Democrazia Cristiana                                                             | Sindaco              | [ 20 ] |
| 18 giugno 1990    | 24 aprile 1995    | Daniele Galvani   | Democrazia Cristiana                                                             | Sindaco              | [ 20 ] |
| 24 aprile 1995    | 14 giugno 1999    | Antonio Grassi    | centro-sinistra                                                                  | Sindaco              | [ 20 ] |
| 14 giugno 1999    | 14 giugno 2004    | Carlo Montali     | centro-destra (FI, LN, AN)                                                       | Sindaco              | [ 20 ] |
| 14 giugno 2004    | 8 giugno 2009     | Carlo Montali     | centro-destra (FI, poi PdL, LN)                                                  | Sindaco              | [ 20 ] |
| 8 giugno 2009     | 26 maggio 2014    | Giorgio Maggiali  | lista civica                                                                     | Sindaco              | [ 20 ] |
| 26 maggio 2014    | 27 maggio 2019    | Lino Franzini     | lista civica: "I Cavalieri di Palanzano", sostenuta da FI, Lega Nord e La Destra | Sindaco              | [ 20 ] |
| 27 maggio 2019    | 08 novembre 2019  | Carlo Montali     | lista civica: "Per le nostre valli"                                              | Sindaco (decaduto)   | [ 20 ] |
| 08 novembre 2019  | 21 settembre 2020 | Saverio Cicchella | lista civica: "Per le nostre valli"                                              | Vicesindaco reggente | [ 20 ] |
| 21 settembre 2020 | "in carica"       | Ermes Boraschi    | lista civica: "Palanzano e le sue valli"                                         | Sindaco              | [ 20 ] |

## Sport

### Calcio
Nel comune di Palanzano sono presenti due squadre.
L’ASD Palanzano 1946, società dilettantistica che nella stagione 2022/23 ha militato nel campionato di Prima Categoria FIGC. Partecipa a campionati ufficiali FIGC dal 1983 e nella sua storia ha vinto 2 campionati di Terza categoria e due campionati di Seconda Categoria.
L’USD Palanzanese 2008, società amatoriale di calcio a 11 fondata nella stagione 2007-2008. Durante la propria storia ha militato nelle Federazioni amatoriali della provincia di Parma AICS ed UISP. Nella stagione corrente 2023/2024 milita nel campionato amatoriale UISP di Parma, nella Categoria 1 del Sabato. Nella sua storia amatoriale ha vinto 1 campionato e ottenuto 4 promozioni. 
Disputano entrambe le partite casalinghe al campo comunale situato nel capoluogo del comune.